# 島津義久
島津 義久（しまづ よしひさ）は、戦国時代から安土桃山時代にかけての武将。薩摩国の守護大名・戦国大名。島津氏第16代当主。
島津氏の家督を継ぎ、薩摩・大隅・日向の三州を制圧する。その後も耳川の戦いにおいて九州最大の戦国大名であった豊後国の大友氏に大勝し、また沖田畷の戦いでは九州西部に強大な勢力を誇った肥前国の龍造寺氏を撃ち破った。
義久は優秀な3人の弟（島津義弘・歳久・家久）と共に、精強な家臣団を率いて九州統一を目指し躍進し、一時は筑前・豊後の一部を除く九州の大半を手中に収め、島津氏の最大版図を築いた。しかし、豊臣秀吉の九州征伐を受け降伏し、本領である薩摩・大隅2か国と日向諸県郡を安堵される。豊臣政権・関ヶ原の戦い・徳川政権を生き抜き、隠居後も家中に強い政治力を持ち続けた。

## 生涯

### 幼少時
天文2年（1533年）2月9日、第15代当主・島津貴久の嫡男として伊作城（現在の日置市）に生まれ、幼名は虎寿丸と名づけられた。
幼少の頃は大人しい性格だった。しかし祖父の島津忠良は「義久は三州（薩摩・大隅・日向）の総大将たるの材徳自ら備わり、義弘は雄武英略を以て傑出し、歳久は始終の利害を察するの智計並びなく、家久は軍法戦術に妙を得たり」と兄弟の個性を見抜いた評価を下しており、義久に期待していた。
元服した直後は祖父と同じ忠良（ただよし）を諱とし、通称は又三郎と名乗った。のちに第13代将軍・足利義輝からの偏諱（「義」の1字）を受け、義辰（よしたつ）、のちに義久と改名している（以下、本記事中では全て義久と記す）。

### 三州統一
天文23年（1554年）、島津氏と蒲生氏・祁答院氏・入来院氏・菱刈氏などの薩摩・大隅国衆の間で起きた岩剣城攻めで初陣を果たす。以後、国衆との戦いに従事しており、弘治3年（1557年）には蒲生氏が降伏し、永禄12年（1569年）に大口から相良氏と菱刈氏を駆逐すると、翌元亀元年（1570年）には東郷氏・入来院氏が降伏、薩摩統一がなった。
この薩摩統一の途上であった永禄9年（1566年）、義久は父の隠居により家督を相続し、島津家第16代当主となっている。
島津氏は薩摩の統一が成る前より、薩隅日肥が接する要衝である真幸院の帰属を巡って日向国の伊東義祐と対峙していた。元亀3年（1572年）5月、伊東義祐の重臣の伊東祐安（加賀守）を総大将に、伊東祐信（新次郎）・伊東又次郎・伊東祐青（修理亮）らを大将にした3,000人の軍勢が島津領への侵攻を開始し、飯野城にいた義久の弟の島津義弘が迎え撃った。義弘は300人を率いて出撃し、木崎原にて伏兵などを駆使して伊東軍を壊滅させた。義弘が先陣を切って戦い、伊東祐安・伊東祐信・伊東又次郎など大将格五人をはじめ、名のある武者だけで160余人、首級は500余もあったという。この合戦は寡勢が多勢を撃破したものである（木崎原の戦い）。
また、これと並行して大隅国の統一も展開しており、天正元年（1573年）に禰寝氏を、翌年には肝付氏と伊地知氏を帰順させて大隅統一も果たしている。
最後に残った日向国に関しては天正4年（1576年）伊東氏の高原城を攻略、それを切っ掛けに「惣四十八城」を誇った伊東方の支城主は次々と離反し、伊東氏は衰退をする。こうして伊東義祐は豊後国の大友宗麟を頼って亡命し、三州統一が達成された。

### 耳川の戦い
伊東義祐が亡命したことにより大友宗麟が天正6年（1578年）10月、大軍を率いて日向国に侵攻してきた。宗麟は務志賀（延岡市無鹿）に止まり、田原紹忍が総大将となり、田北鎮周・佐伯宗天ら4万3千を率いて、戦いの指揮を取ることになった。島津軍は山田有信を高城に、後方の佐土原に末弟の島津家久を置いていたが、大友軍が日向国に侵攻すると家久らも高城に入城し、城兵は3千余人となった。大友軍は高城を囲み、両軍による一進一退の攻防が続いた。
11月、義久は2万余人の軍勢を率いて出陣し、佐土原に着陣した。島津軍は大友軍に奇襲をかけて成功し、高城川を挟んで大友軍の対岸の根城坂に着陣した。大友軍は宗麟がいないこともあり、団結力に欠けていた。大友軍の田北鎮周が無断で島津軍を攻撃し、これに佐伯宗天が続いた。無秩序に攻めてくる大友軍を相手に義久は「釣り野伏せ」という戦法を使い、川を越えて追撃してきた大友軍に伏兵を次々と繰り出して壊滅させた。島津方は田北鎮周や佐伯宗天を始め、吉弘鎮信や斎藤鎮実・軍師の角隈石宗など主だった武将を初め2千から3千の首級を挙げた（耳川の戦い）。 この大友氏の敗退に伴い、宗麟が守護を務める肥後国から、名和氏と城氏が島津氏に誼を通じてくる。
天正8年（1580年）、島津氏と織田信長との間で交渉が開始される。これは信長が毛利氏攻撃に大友氏を参戦させるため、大友氏と敵対している島津氏を和睦させようというものであった。この交渉には朝廷の近衛前久が加わっている。最終的に義久は信長を「上様」と認めて大友氏との和睦を受諾し、天正10年（1582年）後半の毛利攻めに参陣する計画を立てていたが、本能寺の変で信長が倒れたことにより実現はしなかった。
天正9年（1581年）には球磨の相良氏が降伏、これを帰順させている。

### 沖田畷の戦い
耳川の戦いで大友氏が衰退すると、肥前国の龍造寺隆信が台頭してきた。龍造寺隆信の圧迫に耐えかねた有馬晴信が八代にいた義弘・家久に援軍を要請してきた。それに応えた島津軍は天正10年（1582年）、龍造寺方の千々石城を攻め落として300人を打ち取った。これを機に、晴信は人質を差し出し、島津氏に服属した。翌年、有馬氏の親戚である安徳城主の安徳純俊が龍造寺氏に背いた。島津軍は八代に待機していた新納忠堯・川上忠堅ら1,000余人が援軍として安徳城に入り、深江城を攻撃した。
天正12年（1584年）、義久は家久を総大将として島原に派遣し、自らは肥後国の水俣まで出陣した。家久は3,000人を率いて島原湾を渡海し、安徳城に入った。有馬勢と合わせて5,000余りで、龍造寺軍2万5千（一説には6万）という圧倒的兵力に立ち向かうことになった。家久は沖田畷と呼ばれる湿地帯にて、龍造寺隆信を初め、一門・重臣など3千余人を討ち取り勝利した（沖田畷の戦い）。ほどなくして龍造寺氏は島津氏の軍門に降ることとなった。

### 九州統一への戦い
天正12年（1584年）、龍造寺氏が島津氏の軍門に降り、肥後国の隈部親永・親泰父子、筑前国の秋月種実らが、次々と島津氏に服属や和睦していった。天正13年（1585年）、義弘を総大将とした島津軍が肥後国の阿蘇惟光を下した（阿蘇合戦）。これにより肥後国を完全に平定し、義弘を肥後守護代として支配を委ねた。この危機に大友宗麟は豊臣秀吉に助けを求め、義久の元に秀吉からこれ以上九州での戦争を禁じる書状が届けられた（「惣無事令」）。
島津家中でも論議を重ねたが、義久はこれを無視し、大友氏の所領の筑前国の攻撃を命じた。天正14年（1586年）7月、義久は八代に本陣を置いて筑前攻めの指揮を取った。筑前へ島津忠長・伊集院忠棟を大将とした2万余が大友方筑紫広門の勝尾城を攻めた。島津軍の攻撃を受け、広門は秋月種実の仲介により開城し軍門に降り、義久は広門を大善寺に幽閉した。これを見て、筑後の原田信種・星野鎮種・草野家清ら、肥前の龍造寺政家の3,000余騎、豊前の城井友綱と長野惟冬の3,000余騎など、大名・国衆が参陣した。
これにより筑前・筑後で残るは高橋紹運の守る岩屋城、立花宗茂の守る立花城、高橋統増の守る宝満山城のみであった。7月、島津忠長・伊集院忠棟を大将とした3万余が岩屋城を落とした（岩屋城の戦い）。しかしこの戦いで島津方は上井覚兼が負傷、死者数千の損害を出す誤算となった。直後に宝満山城も陥落させたが立花城は諦め、豊後侵攻へ方針を転換した。島津軍は撤退する際、立花宗茂の追撃を受け高鳥居城・岩屋城・宝満山城を、また幽閉先を脱出した筑紫広門に勝尾城を奪還されている。
義久は肥後側から義弘を大将にした3万700余人、日向側から家久を大将にした1万余人に豊後攻略を命じた。しかし、義弘は志賀親次が守る岡城を初めとした直入郡の諸城の攻略に手間取ったため、大友氏の本拠地を攻めるのは家久だけになっていた。家久は利光宗魚の守る鶴賀城を攻め、利光宗魚が戦死するも抵抗は続いた。
12月、大友軍の援軍として仙石秀久を軍監とした、長宗我部元親・長宗我部信親・十河存保ら総勢6,000余人の豊臣連合軍の先発隊が九州に上陸する。家久はこれを迎え撃つべく戸次川を挟んで対陣した。合戦は敵味方4,000余が討死した乱戦であったが、家久は釣り野伏せ戦法を用い豊臣連合軍を圧倒した。長宗我部信親・十河存保が討死し、豊臣連合軍が総崩れとなり勝利した（戸次川の戦い）。
この戦いの後、鶴賀城は家久に降伏した。大友義統は戦わずに北走して豊前との国境に近い高崎山城まで逃げたため、家久は鏡城や小岳城を落として北上し、府内城を落とした。家久は大友宗麟の守る臼杵城を包囲した。

### 秀吉の九州征伐
天正15年（1587年）、豊臣軍の先鋒の豊臣秀長率いる毛利・小早川・宇喜多軍など総勢10万余人が豊前国に到着し、日向国経由で進軍した。続いて、豊臣秀吉率いる10万余人が小倉に上陸し、肥後経由で薩摩国を目指して進軍した。豊臣軍の上陸を知った豊後の義弘・家久らは退陣を余儀なくされ、大友軍に追撃されながら退却した。豊前・豊後・筑前・筑後・肥前・肥後の諸大名や国人衆は一部を除いて、次々と豊臣方に下った。秀長軍は山田有信ら1,500余人が籠る高城を囲んだ。また秀長は高城川を隔てた根白坂に陣を構え、後詰してくる島津軍に備えた。島津軍は後詰として、義弘・家久など2万余人が宮部継潤の陣に夜襲を仕掛たが、継潤が抗戦している間に、藤堂高虎・黒田孝高が合流する。島津軍の夜襲は失敗に終わり、島津軍は多くの犠牲を出し、本国・薩摩国へと撤退・敗走した（根白坂の戦い）。
島津の本領に豊臣軍が迫ると、出水城主の島津忠辰はさして抗戦せずに降伏、以前から秀吉と交渉に当たっていた伊集院忠棟も自ら人質となり秀長に降伏、家久も城を開城して降伏した。義久は鹿児島に戻り、剃髪して、名を龍伯と改めた。その後、伊集院忠棟とともに川内の泰平寺で秀吉と会見し、正式に降伏した。義久は降伏したものの、義弘・歳久・新納忠元・北郷時久らは抗戦を続けていた。高野山の木食応其から和議を促され義久は彼らに降伏を命じたが、歳久はこれに不服であり、秀吉の駕籠に矢を射かけるという事件を起こしている。

### 豊臣政権下
秀吉は島津家の領地としてまず義久に薩摩一国を安堵し、義弘に新恩として大隅一国、義弘の子の久保（義久には男児が無かったため、甥の久保に三女の亀寿を娶わせ後継者と定めていた）に日向国諸縣郡を宛行った。またこの際、伊集院忠棟には秀吉から直々に大隅のうちから肝付一郡が宛行われている。島津家家臣の反発は強く、伊東祐兵や高橋元種といった新領主は、島津家の家臣が立ち退かないと豊臣秀長に訴え出ている。
天正16年（1588年）、秀吉から義弘に、羽柴の名字と豊臣の本姓が与えられた。また、天正18年（1590年）、義久に羽柴の名字のみ与えられた。豊臣政権との折衝には義弘が主に当たることになる。しかし島津家は刀狩令にもなかなか応じず、京都に滞在させる軍兵も十分に集まらなかった。この頃京都では、島津家には義久と家臣が豊臣政権に従順ではないという噂が立ち、石田三成の家臣が義弘に内報している。また秀吉政権に重用された伊集院忠棟らに対する家中の反感も高まりつつあった。
秀吉は朝鮮出兵を実行し、諸大名に対して出兵を命じた。しかし、島津家は秀吉の決めた軍役を十分に達成することができなかった上、重臣の一人梅北国兼は名護屋に向かう途中の肥後国で反乱を起こした（梅北一揆）。これらを島津氏の不服従姿勢と見て取った秀吉は不服従者の代表として歳久の首を要求し、義久は歳久に自害を命じた。また文禄2年（1593年）、朝鮮で久保が病死したため、久保の弟の忠恒に亀寿を再嫁させて後継者としている。
文禄3年（1594年）、義弘は石田三成に検地実施を要請する。検地の結果、島津氏の石高は倍増したが、義久の直轄地は大隅国や日向国に置かれ、義弘に鹿児島周辺の主要地が宛行われることとなった。これは秀吉政権が義弘を事実上の島津家当主として扱ったためとされ、領地安堵の朱印状も義弘宛に出されている。当主の座を追われた義久は大隅濱の市にある富隈城に移ったが、島津家伝来の「御重物」は義久が引き続き保持しており、島津領内での実権は依然として義久が握っていた。これを「両殿体制」という。
秀吉の死後、朝鮮の役が終わると、泗川の戦い等の軍功を評価され、島津家は5万石の加増を受けた。しかし家中の軋轢は強まり、忠恒が伊集院忠棟を斬殺する事件が起こる。義久は自分は知らなかったと三成に告げているが、事前に義久の了解を得ていたという説もある。事件後には家臣達から忠棟の子の伊集院忠真と連絡をとらないという起請文をとっている（庄内の乱）。

### 関ヶ原の戦いと戦後処理
慶長5年（1600年）、関ヶ原の戦いにおいては京都にいた義弘は西軍に加担することになる。この間、義弘は国元に援軍を要請するが、義久も忠恒も動かなかった。
ただし、義久・忠恒は関ヶ原の際に、西軍の小西行長の肥後国の所領である宇土城・麦島城（八代城）が加藤清正の軍勢に包囲された際に、小西勢の救援のために嶋津（島津）圖書頭・新納武蔵・伊集院下野・本田六右衛門尉・本郷作左衛門尉などの諸将と軍勢を送り、加藤清正の軍勢と交戦している。島津勢は加藤方の偽計にはまり、本郷が討ち死にしている。小西領の宇土城が加藤勢に開城すると、麦島城（八代城）の城代であった小西行重らを受けいれた後、島津の軍勢は撤退した。また、これに加えて、島津の軍勢は肥後人吉の相良の軍勢と共同して、加藤清正の所領の佐敷に侵攻し、佐敷城を攻撃している。
関ヶ原本戦後の同年9月末には、家康によって徳川秀忠を総大将とした薩摩遠征が計画されており、一方、関ヶ原本戦後も戦いが継続していた九州では、同年10月25日に筑後柳川城を開城させた黒田如水と加藤清正らによって、黒田・加藤・鍋島・立花らの九州大名の連合軍勢による薩摩攻めが計画され、この計画が黒田如水により徳川家康に報じられた。
しかしながら、こうした計画は同年11月12日に出された家康の黒田如水宛ての書状により、中止が命じられた。また、こうした計画と並行して進められていた立花宗茂を仲介に立てた黒田如水・加藤清正らによる島津との講和も家康が中止の書状を発給する前日の11月11日にはすでに成立し、九州では薩摩攻めの計画は取り止めとなっていた。
そして、島津義久は西軍への荷担は実弟の義弘が行ったもので、島津家の当主である自分（義久）はあずかり知らぬ事であったとして、講和交渉を開始した。この講和交渉は、2年に渡って行われた。
この交渉では、家康側から義久の上洛が条件として提示されていたが、義久はこれに家臣の鎌田政近や島津忠長・島津忠恒などを代わりに上洛させ、病気や金銭不足、道を修繕中、上洛を準備中などの様々な理由で固辞するなどして、最後まで家康の要求通りに上洛することはなかった。交渉は、義久が所領の安堵を求め、家康が保証するという段階を経たが、書状が家康直々の起請文でないことを義久が追求したため、家康が自身の名で起請文を再度発給し、所領安堵の更なる保証を与える。といったように、2年の間に家康が島津氏に譲歩を重ねていくという形で進展していった。家康の要求である義久の上洛はついに満たされぬまま、慶長7年（1602年）12月に、義久の名代として島津忠恒を上洛させたことによって、島津領国の安堵が確定した。また、こうした島津の所領安堵は、立花宗茂・黒田如水・加藤清正らが家康に積極的に働きかけ、取り成したことにより、実現したことでもあった。
義久に代わって上洛しようとした忠恒は上洛の際に、義久から「上洛は忠孝に欠けた行い」と反対されている。だが忠恒は義久や義久の家臣の反対を振り切って上洛したため、義久は忠恒の上洛を追認し「病のために上洛できないため、代わりに忠恒が上洛する」と理由付けた書状を送っている。こうして、島津家は改易を免れ、本領安堵の沙汰が下った。

### 晩年
徳川家康による領土安堵後の慶長7年（1602年）、「御重物」と当主の座を正式に島津忠恒に譲り渡して隠居したが、以後も江戸幕府と都度都度書状をやりとりするなど絶大な権威を持ち、死ぬまで家中に発言力を保持していた。この頃の体制を指して「三殿体制」とよぶ。
慶長9年（1604年）には大隅の国分に国分城（舞鶴城）を築き、移り住んだ。
しかし、娘の亀寿と忠恒の不仲などから関係は次第に悪化したと言われる。忠恒・亀寿夫妻の間には1人も子が無かったことから外孫の島津久信を忠恒の次の後継者に据えようとしたが失敗したとされる。また、義弘・忠恒親子が積極的に推進した琉球出兵にも反対していたとされる。慶長15年頃には「龍伯様（義久）、惟新様（義弘）、中納言様（忠恒）が疎遠になられ、召し使う侍も三方に別れ、世上に不穏な噂が流れて」いたという。
慶長16年（1611年）1月21日、国分城にて病死した。享年79。辞世は「世の中の　米（よね）と水とを　くみ尽くし　つくしてのちは　天つ大空」。

## 人物・逸話
- 徳川家康は義久に興味があったらしく、本多忠勝に命じて島津豊久（義久の甥）を大坂に招き、耳川の戦いの顛末を聞いた。豊久がかくかくしかじかと話をし、やがて退出した後、家康は「いやはや義久はかねて聞いていたより恐ろしい大将である、いにしえの楠木正成に勝るとも劣らない采配ぶりである」と感心したという[10]。
- ある時、義久は家康に合戦での手柄話を乞われた。義久は「弟たちや家臣団を遣わせて合戦し、勝利をおさめたというだけであって、自分の働きなどひとつもない」と答え、家康は「自ら手を砕くことなく勝利を得ることこそ源頼朝に並ぶ大将の道」と感心している。
- 江戸時代初期に国分地方（現・鹿児島県霧島市国分）においてタバコの生産を奨励したのは義久といわれる（『大日本農功伝』）。貧しい土地柄で換金性の高い農産物の乏しかった南九州において、タバコの収入は以後貴重な薩摩藩の収入源となった。
- 自室に歴史上の大悪人の肖像画を飾っていた。不思議に思った家臣が、なぜ悪人の肖像画を飾っているか問うと、「良い行いは、自らがしようと思えば出来る。だが、悪い行いというのは知らず知らずのうちにしてしまうものだ。常にこの連中の顔を見て、こいつらと同じ真似はするまい、そう心がければ、道を誤まることはない」と答えている。
- この時代の武将には珍しく、義久本人の当時の肖像画は残存していない。『要用集』下巻に「御画像・御影・御牌所は妙谷寺で、御廟所は福昌寺」とあり存在していたのは間違いないようだが、廃仏毀釈により同寺が廃寺となった際、またはそれに伴い大平神社へ移管された際に失われたようである[11]。そのため容貌に関しては不明である。鹿児島県薩摩川内市の泰平寺に義久降伏の銅像がある。
- 細川幽斎から古今伝授を受けたり、関白・近衛前久との親交が厚かったなど、教養人でもあったと言われている。
- ある日、義久の居城の城門があまりにも質素なので、弟が「他国の使者が来た時に恥ずかしいのでは？」といったところ、「小板葺きにして立派になっても、百姓が疲れきっているようでは、使者は国主の政治が良くないことを見抜くだろう。使者になるほどの者は、様々なことに気付く者だ。途中、当国の地を通って風俗、生活を見て、富み栄えているか、城門が粗末であろうと何の問題もない。むしろ、城門は立派なのに民衆が疲労している方が問題だ」と言い返した。
- 天正14年（1586年）、義久は豊臣秀吉から直書をもって大友宗麟との和睦と豊臣氏への臣従を迫られたが、1月11日に出した書状では宛名を細川幽斎にして和睦・臣従を拒むという返信を送っている。この内容は秀吉の出自の低さを厳しく指摘する内容であり[注釈 12]、その後、島津氏に対する秀吉の心証を非常に害した可能性がある[13]。
- 沖田畷の戦いや豊後侵攻戦などで出陣するときにはくじで吉凶を占うなどしている。特に豊後侵攻戦においては幾度もくじを引いたため、家臣の上井覚兼には日記で「兎角愚慮の外の由也」と記され嘆かれている。また、豊後侵攻戦に於いて幾度もくじ引きしたのはこの戦によって豊臣政権と全面衝突するのを何とか避けようとした策ではないかとの指摘がある[13][14]。
- 義久の末弟・島津家久は正室の産んだ子ではなく、妾腹に生まれた子であり、またその母は高貴な身分ではなかった。兄弟四人で連れ立って、鹿児島吉野で馬追を行った時のこと。馬追が終わり、当歳駒を一緒に見ていたとき、歳久が義久と義弘に向かって「こうして様々な馬を見ておりますと、馬の毛色は大体が母馬に似ております、人間も同じでしょうね」と言った。義久は歳久の言わんとすることを察し、「母に似ることもあるだろうが、一概にそうとも言い切れない。父馬に似る馬もあるし、人間も同じようなものとは言っても、人間は獣ではないのだから、心の徳というものがある。学問をして徳を磨けば、不肖の父母よりも勝れ、また徳を疎かにすれば、父母に劣る人間となるだろう」と言った。それからというもの家久は、昼夜学問と武芸にのみ心を砕き、片時も無為に日々を過ごすことはなく、数年の内に文武の芸は大いに優れ、知力の深いこと計りがたいほどとなり、四兄弟の能力の優劣もなくなった（『日本戦史 九州陣』）。
- 義久への殉死者十五名の中に「権之丞（肥後盛秀）」という者がいた。ある日、立ち入り禁止である義久の狩場で雉狩りしてた権之丞は、義久が来たのを見て逃げ出したが、権之丞は追われる最中に笠を落としてしまう。義久が笠を見てみると持ち主の姓名が書いてあった。しかし義久は微笑して、名前の部分を消した。権之丞はこの行為により命拾いし、この事を恩に感じて殉死した[15]。

## 系譜

### 出自
島津氏は惟宗氏の一族・惟宗忠康の子・忠久が、鎌倉時代に日向国島津荘を源頼朝に与えられ、室町時代に入ってから薩摩、大隅、日向の3か国の守護職を歴任するようになった一族である。もともと、義久の家系は分家の相州家であったが、父・貴久が奥州家勝久や薩州家実久との家督争いを制し本宗家当主となったので、義久は本宗家の当主の子として育てられた。

### 配偶者
「島津氏正統系図」など信用性の高い史料によれば、祖父・忠良の娘（義久の叔母にあたる）・花舜夫人を妻に迎え、死別後は種子島時尭の娘・円信院殿を継室としたとあり、その他の正室や側室に関する記載はない。
しかし、「上井覚兼日記」天正11年3月13日に御料様の記載があることや、『薩藩旧記雑録』に所収された慶長4年（1599年）頃の島津家の領地の配分について 義久内儀義弘内儀分という記載があることから、2人の正室没後に後妻が存在した可能性は否定できない。
そのほか、義久の側に仕える小侍従なる女性が先妻を亡くした木脇祐光に下げ渡された。小侍従は懐妊していたため7月目（「諸家系図」では6月とも）の永禄12年に男児（祐光次男）を生んだという。のちに男児は肥後国八代で死去した鮫島次郎三郎の名跡を相続して鮫島宗堯（大蔵）と称したという話もある。
なお、義久は種子島時尭娘の女中であった国上時通の娘（一之臺）に奥向きの用件を委ねていることが確認されているが、この女性が義久の継室あるいは側室であったかどうかは現存史料からは不明である。

### 子孫
弟・義弘の子である忠恒（家久）を養嗣子としたため、忠恒の血統が薩摩藩主となっていくこととなるが、忠恒の子・光久の外祖父（母方の祖父）は義久の孫にあたる島津忠清（母が娘の御平）なので、光久以降の子孫たちは（女系を介してではあるが）義久の血も引いていることになる。

## 家臣
- 島津忠親
- 島津義弘
- 島津義虎
- 島津歳久
- 島津家久
- 島津以久
- 島津忠長
- 島津朝久
- 島津忠辰
- 島津彰久
- 島津忠隣
- 島津豊久
- 島津忠清
- 島津久保
- 島津忠仍
- 島津忠栄
- 島津忠恒
- 島津忠倍
- 伊集院忠朗
- 伊集院忠倉
- 伊集院忠棟
- 伊集院忠真
- 伊集院久治
- 伊地知重政
- 伊地知重順
- 入来院重時
- 入来院重高
- 上原尚近
- 上井覚兼
- 梅北国兼
- 頴娃久虎
- 面高頼俊
- 桂忠詮
- 樺山善久
- 樺山忠副
- 樺山忠助
- 樺山久高
- 鎌田政年
- 鎌田政広
- 鎌田政近
- 鎌田政虎
- 鎌田政冨
- 川上忠克
- 川上久隅
- 川上久朗
- 川上久利
- 川田義朗
- 汾陽理心
- 喜入季久
- 喜入久道
- 喜入忠続
- 喜入久正
- 木脇祐光
- 肝付兼盛
- 肝付兼寛
- 肝付兼篤
- 肝付兼護
- 許儀後
- 税所篤和
- 佐多忠増
- 佐多久政
- 佐多久慶
- 鮫島宗俊
- 猿渡信光
- 白浜重治
- 種子島恵時
- 種子島時尭
- 種子島久時
- 寺山久兼
- 東郷重治
- 東郷重位
- 長崎通常
- 奈良原延
- 新納忠元
- 新納久饒
- 新納忠堯
- 新納忠増
- 新納忠光
- 新納忠秀
- 禰寝重長
- 禰寝重張
- 浜田経重
- 林景福
- 肥後盛秀
- 比志島義基
- 比志島義興
- 比志島国貞
- 平田光宗
- 平田歳宗
- 平田増宗
- 平田宗次
- 北郷時久
- 北郷忠虎
- 北郷忠能
- 本田親貞
- 町田久倍
- 町田久政
- 宮原景種
- 八木正信
- 八木豊信
- 山田有信
- 山田有栄
- 山田久武
- 義岡久延
- 吉田清孝
- 吉利忠澄
- 吉利忠張

## 墓所
鹿児島市内の福昌寺跡に歴代島津家当主らと共に宝筐印塔がある。他にも霧島市国分の金剛寺跡には遺体の一部（歯と伝えられる）が祀られた三重石塔、京都市の今熊野観音寺には平田増宗・山田有栄らと共に慶長5年（1600年）に建てた逆修塔がある。また、高野山にも供養塔がある。

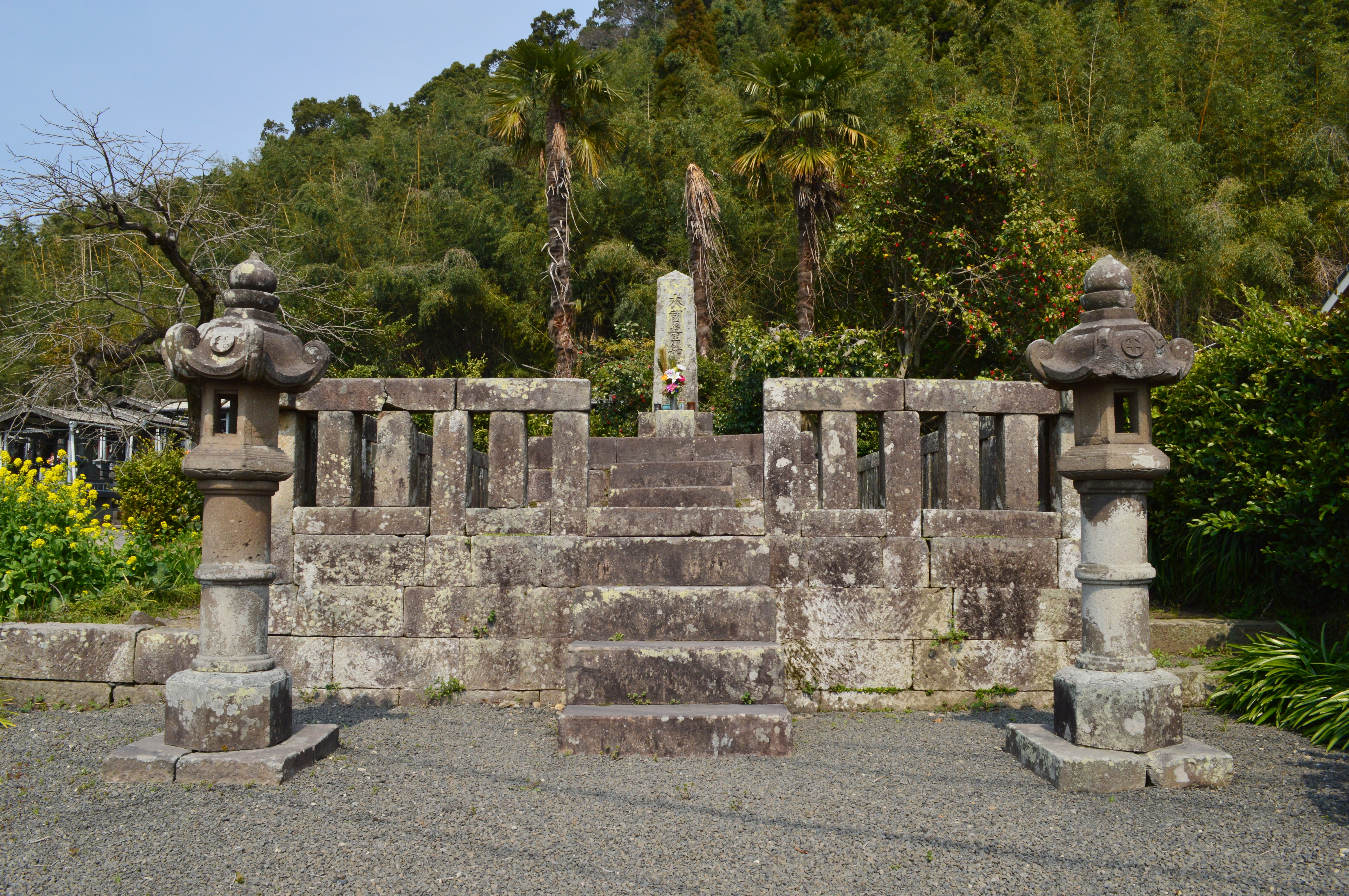
島津義久墓（霧島市国分の徳持庵跡）

## 官歴
- 永禄7年（1564年）：従五位下修理大夫
- 天正9年（1581年）5月3日：従四位下
- 大正4年（1915年）11月10日：贈従三位